# Glitch (música)
Glitch, también denominado clicks and cuts, es un género de música electrónica que tiene como base el uso de sonidos de fallos electrónicos y pequeños pedazos de sonidos y sampleos, con lo que se produce el efecto de cortes y clicks. La manifestación del movimiento es muy variada, pero se condensa en la serie de discos del sello discográfico Mille Plateaux.

## Características
El sonido glitch se define por los sonidos de dispositivos de audio o aparatos electrónicos como por ejemplo CDs rayados, distorsión de la señal analógica, distorsión en el sonido de las radiofrecuencias, errores de software, ruido del hardware, crashes y errores de sistema. El sonido glitch está fuertemente influenciado por el sonido noise y chiptune.

## Artistas
Artistas asociados con el crecimiento del género a mediados de finales de los noventa o artistas que han compuesto Glitch:
- Koan Sound
- The Glitch Mob
- TheFatRat
- Telefon tel aviv
- DJ Xoko
- Rebzyyx
- Sean Mannexer
- Trentemøller
- Foreber
- Apparat
- edIT
- GRiZ
- Bassnectar
- Adriel
- Auvic
- Subtact
- Crystal Castles
- Arca
- Malísima
- Purity Ring
- Young Wonder
- Mr. Bill
- Alva Noto
- Autechre
- Kim Cascone
- Richard Chartier
- Taylor Deupree
- Farmers Manual
- Oval
- Peter Rehberg
- Pan Sonic
- Ryoji Ikeda
- Haywyre
- Santiago Niño

- Datos: Q1100989
- Multimedia: Glitch music / Q1100989